# Xã Bigelow, Quận Holt, Missouri
Xã Bigelow (tiếng Anh: Bigelow Township) là một xã thuộc quận Holt, tiểu bang Missouri, Hoa Kỳ. Năm 2010, dân số của xã này là 200 người.